# 锡罗京斯卡亚农村居民点
锡罗京斯卡亚农村居民点（俄语：Сиротинское сельское поселение）是俄罗斯联邦伏尔加格勒州伊洛夫利亚区所属的一个农村居民点。其下辖有5个居民点，行政中心为锡罗京斯卡亚。据2016年统计，该农村居民点的人口为1196人。